# 月庄遗址
月庄遗址，位于山东省济南市长清区归德镇月庄村，是中华人民共和国山东省文物保护单位之一。
2006年12月7日，授予山东省文物保护单位，是一座古遗址。